# هل هو عصر الجنون؟
كتاب هل هو عصر الجنون؟ هو كتاب من تأليف الدكتور مصطفى محمود يتحدث فيه عن الحب، الإنسان كحالة داخلية متأملة مرتبة ونقية، الإعلام الفاسد والقرن الحادي والعشرون عصره، الإنسان كحالة تحمل رسالة مُشاركة للعمارة والبناء، الإنسان المفقود بين الشرقي البطيء الكسول والغربي المتعجل مفقود الغاية النهائية، الإنسان وهروبه من ذاته.. نداء الإنسان لقطف الحكمة وبناء جنته الداخلية والوعي بجنون هذا العالم بكل أصنافه، أخطاء الصوفية، والجميل أنه ذكر بالتفصيل والأسماء.

## مقتطفات من الكتاب
- “وأدوم الحب ما كان لله وفي الله.. وأقصر الحب ما كان لهدف..”
- “يجب أن ينتصر كل منا في حربه مع نفسه أولاً ومن يخسر حربه مع نفسه يخسر في كل المياديين ولن ينجيه قانون أو نظام أو عصبة أمم فهو قد خذل جميع القوانين حينما وضع سلاحه واستسلم للهوى من أول معركة  فمن هناك لينصر الذي لم ينصر نفسه ؟”
- “الإنسان عبد لما تعود وعدو لما جهل.”
- “ويخطيء من يتصور أن حُكم المرأة ناعمٌ ليّن مثل حضنها، فالواقع هو العكس، فالمرأة عنيدةٌ مُثابِرة في صوابها وفي خطئها، وطاقتها على الإصرار في الحالين أكبر من طاقة الرجال، وهي لا تتنازل عما في رأسها بسهولة”
- “وأهل الأطماع أحبوا في المرأة غِناها، وأهل الشهوات أحبوا في المرأة جسدها، وأهل الخير أحبوا المرأة معواناً لهم على الخير، وأهل الشر أحبوا المرأة معواناً لهم على الشر، وأهل القلق والهموم أحبوا المرأة هرموناً وأفيوناً، وأهل الإجرام أحبوا المرأة جاسوسة ونشّالة ولِصّة، وأهل التجارة أحبوا المرأة سمسارة ومديرة علاقات ومروّجة سلع. وكل صاحب مِلّة أحب المرأة على مِلّتِه.. وكل صاحب مشروع أحب المرأة مشروعَه”
- “كل صاحب ملة أحب المرأة على ملته. وكل صاحب مشروع أحب المرأة مشروعه.”
- “ولكن الزمن تغير، وتدهورَت نوعية الرجال، وتدهورت النوعية الإنسانية بجُملتها، فأصبح خيارنا نساءً، فولّاهن الله الحُكم علينا”
- “و الدنيا هي ارض الغربة و الاغتراب و البعد و الحجاب و الغفلة و الاسباب و التيه و الضباب... و لا عبره فيها الا بلحظه الصحو و الفواق و الشعور بلوعة الفراق.. و الحنين إلى اللقيا و إلى بلد المحبوب..و إلى وطننا الأول عنده الذي جئنا منه و اليه نعود.”
- “لا أحد مؤمن بما يقول ولا أحد يعمل بما يؤمن”
- “الروح الطليقة في داخله، تتخطى هذا الستار المزركش ذا الرقع المتعددة الذي اسمه "الدنيا"، وتتخطى حواجز اللحظات لتلامس الأبدية وتعانق اللمحدود في شغف دائم ودهشة متجددة...وما لحظة الحب المتوهجة إلا عناق ذلك الواح..”

## وصلات خارجية
- فيديو حلقات الدكتور مصطفى محمود.
- مدونة الدكتور مصطفى محمود.
- "كان نائماً في سكينة تامة لم يستيقظ منها": ابنة مصطفى محمود لـ"العربية.نت": العالم الكبير رحل في هدوء،  العربية نت،  31 أكتوبر 2009.
- صفحة مصطفى محمود على موقع أبجد
- صفحة اقتباسات مصطفى محمود على موقع أبجد
- صفحة باسم الدكتور رائعة على الفيس بوك
- الفيلم الوثائقي العالم والايمان على اليوتيوب
- محمود تحميل كتب الدكتور مصطفى محمود كاملة pdf